# Cathédrale du salut de la nation roumaine de Bucarest
La cathédrale du salut de la nation roumaine (en roumain : Catedrala Mântuirii Neamului Românesc) est un édifice religieux de style néo-byzantin qui se rattache à l'Église orthodoxe roumaine. Sa construction à Bucarest, en Roumanie, date des années 2010, les coûts de fabrication élevés ayant suscité une polémique.

## Situation
L’édifice est situé en plein cœur de la capitale, dans le secteur 5, face au palais du Parlement.
Il sera encadré par quatre pavillons qui porteront les noms des saints André, Pierre, Paul et Luc, chacun destiné à une fonction particulière (respectivement accueil des pèlerins religieux, accueil des pèlerins laïcs, action culturelle et missionnaire, action sociale et médicale).

## Historique
La construction de la plus grande église de Roumanie a bénéficié d'une loi spécialement votée au parlement le 12 octobre 2004 et publiée le 29 octobre 2004, qui précise aussi son nom : « Catedrala Mântuirii Neamului Românesc » (cathédrale du salut de la nation roumaine). Le bâtiment devrait atteindre plus de 120 m de haut, accueillir plus de 5 000 fidèles et englober une bibliothèque, un hôtel, des salons de réception et la résidence du Patriarche de l’Église orthodoxe roumaine. Le Patriarcat motive ce chantier par le fait que les églises de Bucarest seraient trop petites pour la population de la capitale et que le patriarche Miron Cristea avait déjà proposé un projet similaire, mais sa construction est très critiquée pour notamment quatre raisons :
- le « salut d'une nation » advient par le devoir de mémoire, la catharsis des crimes, l'adoption de valeurs humanistes et la lutte contre la corruption, non par un bâtiment pharaonique de plus dans la continuité de ceux de la dictature communiste[4] ;[non neutre]
- les églises historiques démolies par l'État communiste n'ont toujours pas été reconstruites, alors que les architectes et les spécialistes du patrimoine ont pris soin de les photographier sous tous les angles, d'en relever les plans, d'en conserver les œuvres d'art et même, dans certains cas, les pierres elles-mêmes, numérotées et entreposées[5],[6] ;
- les fonds sont en grande partie publics, alors que les hôpitaux manquent de lits, de personnel et de matériel et que de nombreux médecins roumains doivent s'expatrier ; l’estimation du coût du chantier n’est pas consensuelle et va de 80 millions à 120 millions d'euros et des surcoûts non négligeables sont à prévoir pour les finitions de l’édifice (les fresques intérieures sont évaluées à 200 millions d'euros) : le chantier connaît des interruptions et retards dus au fait que les caisses de l’État sont souvent vides[1],[7] ;
- son encombrement, alors que les lignes de tramways coupées dans le centre-ville sous la présidence de Nicolae Ceaușescu ne sont toujours pas reliées, plus de trente ans après la chute de la dictature, ce qui oblige la population à marcher plus d'un kilomètre par tous les temps, à travers une circulation importante et dangereuse, pour aller d'un terminus à l'autre[8].

Un sondage national effectué en 2011 montrait que 60 % des personnes interrogées étaient, surtout en milieu rural, favorables au projet, mais à condition que l'argent sorte des caisses de l’Église et non de celles de l'État.
Sa construction a été financée à 70 % par l’État (le pape Jean-Paul II en son temps avait fait un don de 180 000 euros) ce que le patriarche Daniel Ciobotea a justifié comme une « réparation » pour les cinq églises détruites dans le quartier par le régime communiste.
L'église est inaugurée le dimanche 25 novembre 2018 bien qu'elle ne soit pas encore totalement achevée. Le jour même, la première liturgie est concélébrée par le patriarche œcuménique, Bartholomée Ier de Constantinople, et le patriarche Daniel de Roumanie,,. Cette liturgie est retransmise à la télévision.